# Marj Dusay
Marjorie Ellen Pivonka Dusay, született Mahoney (Russell, Kansas, 1936. február 20. – New York-Manhattan, 2020. január 28.) amerikai színésznő.

## Fontosabb filmjei
Mozifilmek
- Micsoda buli (Clambake) (1967)
- Sweet November (1968)
- Pendulum (1969)
- Szerelem korhatár nélkül (Breezy) (1973)
- MacArthur (1977)
- Mennyei szerelem (Made in Heaven) (1987)
- Shao nu Xiao Yu (1995)
- Közbejött szerelem (Love Walked In) (1997)
- 12 Bucks (1998)
- Pride & Loyalty (2002)

Tv-filmek
- Dead of Night: A Darkness at Blaisedon (1969)
- Wheels (1978)

Tv-sorozatok
- The Wild Wild West (1967–1968, két epizódban)
- Star Trek (1968, egy epizódban)
- Bonanza (1968–1969, két epizódban)
- Hawaii Five-O (1968–1969, két epizódban)
- Hogan's Heroes (1968–1970, három epizódban)
- Family Affair (1970, egy epizódban)
- The Odd Couple (1971, egy epizódban)
- Mannix (1971, 1974, két epizódban)
- McMillan & Wife (1972, egy epizódban)
- Barnaby Jones (1973–1978, négy epizódban)
- San Francisco utcáin (The Streets of San Francisco) (1975, egy epizódban)
- Petrocelli (1975, egy epizódban)
- Stop Susan Williams (1979, négy epizódban)
- The Facts of Life (1981–1987 nyolc epizódban)
- Capitol (1983–1987, nyolc epizódban)
- Dallas (1985, egy epizódban)
- Santa Barbara (1987–1991, 83 epizódban)
- The Guiding Light (1987–2009, 131, epizódban)
- Gyilkos sorok (Murder, She Wrote) (1989, 1992, két epizódban)
- Days of our Lives (1992–1993, öt epizódban)
- All My Children (1998–2002, 59 epizódban)

## További információ
- Hivatalos oldal
- Marj Dusay a PORT.hu-n (magyarul)
- Marj Dusay az Internetes Szinkronadatbázisban (magyarul)
- Marj Dusay az Internet Movie Database-ben (angolul)
- Marj Dusay a Rotten Tomatoeson (angolul)